# 資政大夫祠建築群
資政大夫祠建築群，位于中華人民共和國廣東省廣州市花都區新华街道三华村，是清朝古建築，它是花都区数量最大，分布最广，影响最大的文物，由資政大夫祠、南山書院、亨之徐公祠、衬祠、后楼、水仙古庙組成，佔地3500平方米。建築群始建於清朝同治二年，用來祭祀先祖。
2002年7月，被列入廣東省文物保護單位名單。2023年4月，资政大夫祠景区被评为国家3A级旅游景区。